# 奥哈纳万
40°20′32″N 44°23′11″E / 40.34222°N 44.38639°E
奥哈纳万（羅馬化：Ohanavan），是亚美尼亚阿拉加措特恩州的一个城镇。位於卡薩河西邊的峽谷下。
奥哈纳万在1828年已有來自穆什的穆斯林移民遷入。在附近的悬崖上坐落着13世纪建成的霍瓦漢納瓦克修道院。